# Pineda Covalin
Pineda Covalin es una marca de lujo mexicana de moda que promueve la cultura mexicana a escala nacional e internacional. La marca ha estado activa desde su creación en 1996.

## Historia
Pineda Covalin surgió en la Ciudad de México en 1996 por Cristina Pineda (licenciada en diseño textil con maestría en diseño y artes) y Ricardo Covalín (licenciado en diseño industrial). La compañía empezó fabricar mancuernillas y corbatas para empresas como Coca-Cola y Volkswagen para financiar sus proyectos de moda. Su primer mascada de seda fue creada tras la inspiración que obtuvo Cristina Pineda en un viaje a Mérida, donde pasó un mes viviendo en el pueblo de Dzoncauich. Ahí conoció a Doña Celsa, una pintora de henequén con quien trabajó para crear los primeros diseños para bolsas y accesorios.
La marca fue concebida bajo la premisa de ser "un producto cultural más que de moda" Inicialmente, Pineda Covalin vendía sus productos en museos como el Museo Nacional de Antropología y el Palacio de Bellas Artes en la Ciudad de México. Posteriormente empezaron a distribuir sus productos en hoteles como el Four Seasons, Marriott, Nikko y Sheraton. Sus productos ahora incluyen mascadas, pañuelos, bolsos, cojines y otros elementos de lujo, inspirados en poblaciones indígenas como los Huicholes, Mayas y Zapotecas.

## Trabajo e inspiración
Sus diseños están inspirados por elementos del arte mexicano indígena y contemporáneo, pues la marca pretende retratar la diversidad de México a través de sus culturas. Su trabajo se caracteriza por tener representaciones de elementos culturales tales como la arquitectura, la escultura, pintura, gastronomía, códices y la gente en sí.
Cristina Pineda declara que el propósito de sus diseños también es “crear un puente de comunicación entre los países latinoamericanos” ya que invitan a los consumidores a conocer más sobre su cultura a través de productos que cuentan historias. Ricardo Covalín apoya esta declaración diciendo que estas historias también pertenecen a todos los participantes en el proceso creativo y también a las generaciones que han ayudado a mantener vivas las técnicas y las tradiciones hasta nuestros días.
Sus prendas son producto de un proceso creativo interdisciplinario donde diseñadores, historiadores y antropólogos colaboran después de analizar tendencias en la industria y después juntarlo con sus conceptos y valores. Con esto, la marca hace uso de materiales de la más alta calidad (especialmente seda) para retratar la cultura mexicana con “sutileza y modernidad,” y posicionarse entre marcas internacionales.

### Colaboraciones
La marca ha colaborado con varias familias de artesanos mexicanas tales como la familia López de Arrazola, Oaxaca, Juventino Díaz y familia de Xalitla, Guerrero y los hermanos Carrillo de Real de Catorce, San Luis Potosí.También han colaborado con instituciones y asociaciones, así como con diseñadores como Macario Jiménez y Los Vladimirovich.Han trabajado con jóvenes diseñadores como Daniel Andrade, Kris Goyri, Jorge Duque y Vanessa Guckel.

### Xico
Xico es un proyecto desarrollado por Cristina Pineda que busca motivar a los jóvenes artistas para crear. Xico El Xoloitzcuintle es la mascota del proyecto, inspirado en la cultura azteca que representa un “leal compañero de aventuras y un símbolo de identidad nacional.”

## Presencia nacional e internacional

### Distribución y disponibilidad
Es una marca conocida en México que cuenta con más de 40 tiendas en el país. Pineda Covalin es una marca de moda internacional con una fuerte presencia en museos y tiendas, principalmente en América del Norte, Europa y Latinoamérica.[cita requerida]

### Premios y participaciones
Recibió el Premio de Estrella de la Plata en 2002 por el International Fashion Group México. En 2005 Pineda Covalin fue escogido para participar en el Show de Moda Internacional en Europa y en 2006 la marca fue una embajadora de moda mexicana en la ONU.

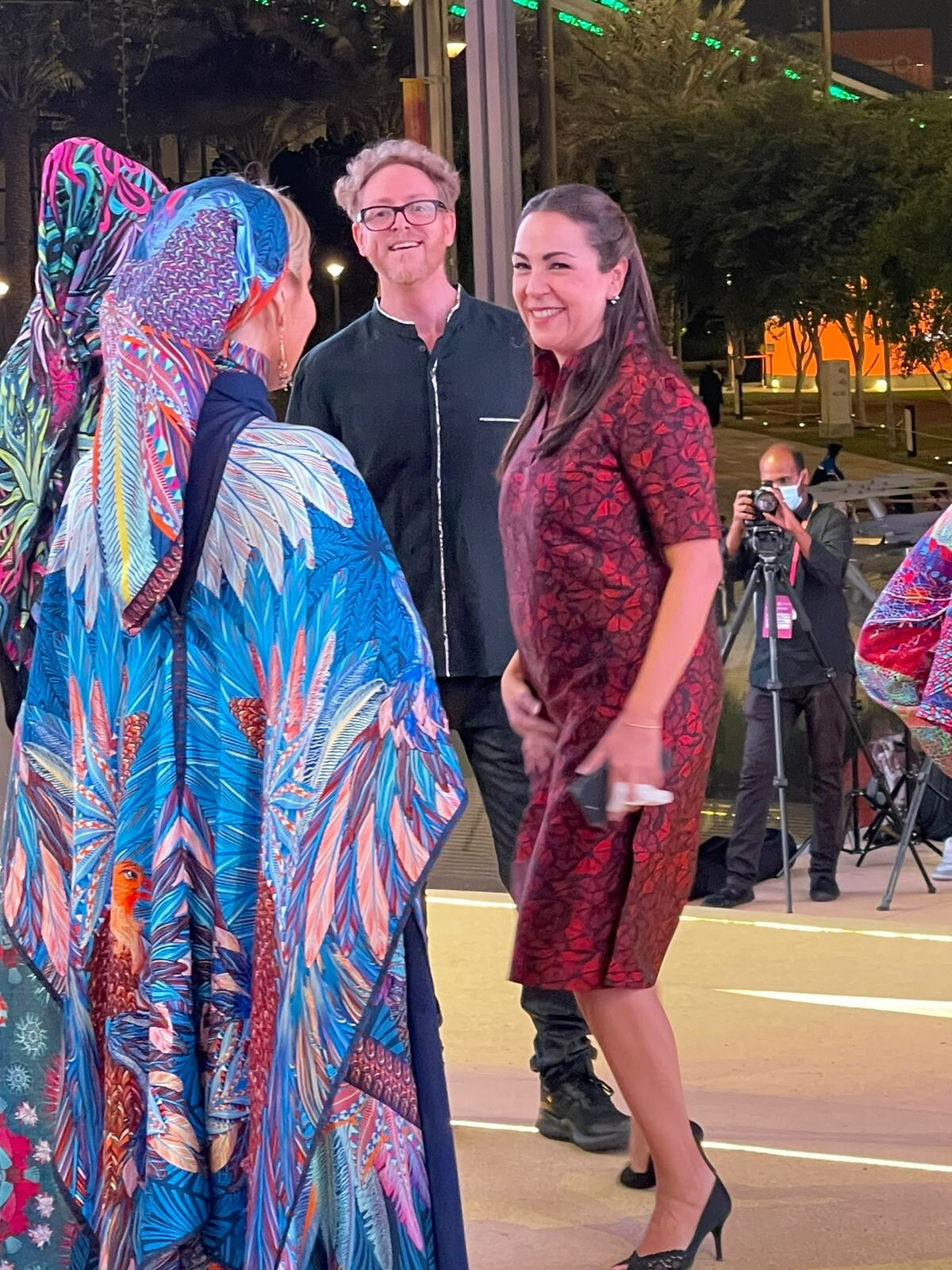
Cristina Pineda y Ricardo Covalin en la semana de moda mexicana en Expo 2020 Dubái

Pineda Covalin fue seleccionada como una de las tres marcas de diseñadores mexicanos para participar en el Israel Fashion México, junto con Lydia Lavín y Gerardo Torres.

### Participación en Exposiciones Universales.

#### Shanghai 2010
Xico fue la mascota del pabellón de México en la Exposición Universal Shanghai 2010.

#### Dubái 2020
Pineda Covalin inauguró la Semana de la Moda de México en Dubái con un desfile de modas en el pabellón de Israel de la Expo 2020. Asimismo, contribuyeron para el diseño del uniforme del personal del área expositiva del pabellón de México.